# Talarrubias
Talarrubias – gmina w Hiszpanii, w prowincji Badajoz, w Estramadurze, o powierzchni 339,31 km². W 2011 roku gmina liczyła 3650 mieszkańców.